# Francesco Ravizza
Francesco Ravizza (Orvieto, 1615 – Roma, 22 maggio 1675) è stato un vescovo cattolico, diplomatico e archivista italiano.

## Biografia
Nacque ad Orvieto nel 1615. Non è nota la data della sua ordinazione a presbitero.
Segretario personale del cardinal nipote Flavio Chigi, lo accompagnò nella sua legazione straordinaria in Francia nel 1664. Il 14 luglio 1665 venne nominato, subentrando a Domenico Salvetti, prefetto dell'Archivio Segreto Vaticano da papa Alessandro VII e mantenne formalmente l'incarico fino alla morte, pur non esercitandolo dal trasferimento in Portogallo. Il 17 Febbraio 1666 divenne segretario della potente Sacra Consulta, carica che manterrà fino al 22 febbraio 1668.
Venne nominato vescovo titolare di Sidone il 19 marzo 1667 da papa Chigi, che morì solo due mesi dopo. Fino all'inizio del 2017 era sconosciuto il nome di chi avesse ordinato vescovo monsignor Ravizza, che veniva considerato capostipite di una delle linee episcopali minori della Chiesa cattolica. Tuttavia, nel mese di gennaio 2017, è stata scoperta una lettera datata 22 marzo 1667 scritta a Roma, attualmente conservata presso l'Archivio di Stato di Firenze, da Torquato Montauti, incaricato d'affari presso la Nunziatura apostolica nel Granducato di Toscana, ove viene testimoniato che Francesco Ravizza ricevette l'ordinazione episcopale, nella Basilica di San Pietro in Vaticano, il 20 marzo 1667 per mano del cardinale Neri Corsini. Ciò lo pone ora come appartenente alla linea che comincia con il cardinale cluniacense francese Guillaume d'Estouteville.
Il 12 agosto 1670, in sostituzione al collettore Vincenzo Nobili, fu nominato nunzio apostolico in Portogallo e, fino alla morte, fu sostituito nell'ufficio di prefetto da Pier Francesco de' Rossi. Terminò questo incarico diplomatico il 12 aprile 1673, quando venne sostituito dal futuro cardinale Marcello Durazzo.
Tornato a Roma, ivi morì il 22 maggio 1675 all'età di sessant'anni. Venne sepolto nella Sagrestia di San Pietro in Vaticano.

## Genealogia episcopale e successione apostolica
La genealogia episcopale è:
- Cardinale Guillaume d'Estouteville, O.S.B.Clun.
- Papa Sisto IV
- Papa Giulio II
- Cardinale Raffaele Riario
- Papa Leone X
- Papa Clemente VII
- Cardinale Antonio Sanseverino, O.S.Io.Hier.
- Cardinale Giovanni Michele Saraceni
- Papa Pio V
- Cardinale Innico d'Avalos d'Aragona, O.S.Iacobi
- Cardinale Scipione Gonzaga
- Patriarca Fabio Biondi
- Papa Urbano VIII
- Cardinale Cosimo de Torres
- Cardinale Francesco Maria Brancaccio
- Vescovo Miguel Juan Balaguer Camarasa, O.S.Io.Hier.
- Papa Alessandro VII
- Cardinale Neri Corsini
- Vescovo Francesco Ravizza

La successione apostolica è:
- Vescovo Manuel de Noroña, O.F.M. (1671)
- Vescovo Estevão dos Santos Carneiro de Moraes, C.R.S.J.E. (1671)
- Vescovo Nicolau Monteiro, C.O. (1671)
- Cardinale Veríssimo de Lencastre (1671)
- Arcivescovo Cristovão da Silveira, O.S.A. (1671)
- Vescovo Pedro Vieira da Silva (1671)
- Vescovo Fabio dos Reis Fernandes, O.Carm. (1672)